# Vertrag von Georgijewsk

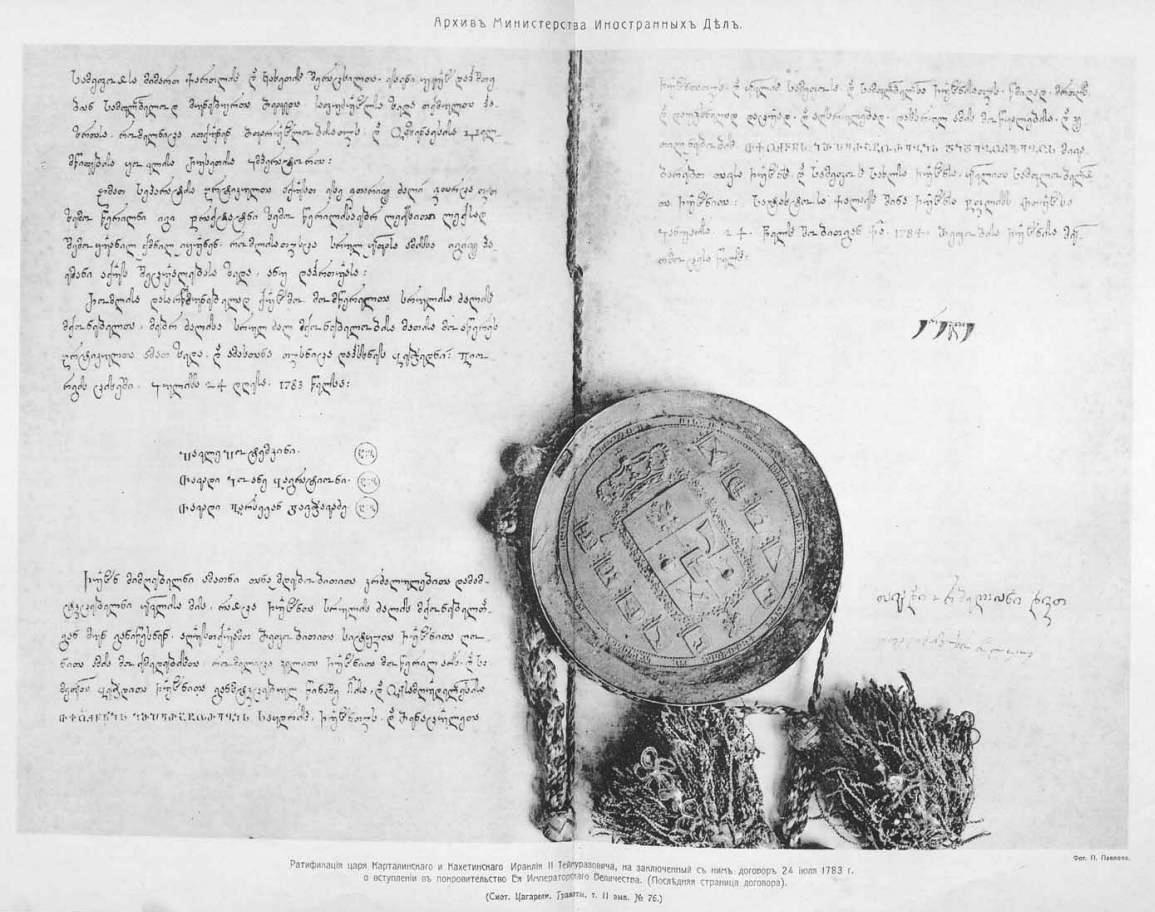
Vertrag von Georgijewsk

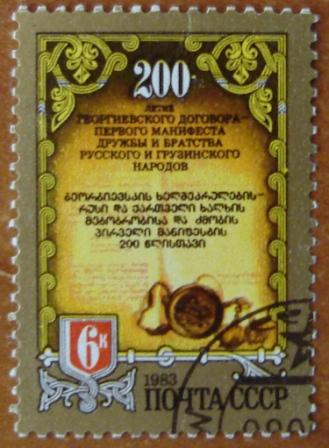
Briefmarke zur Erinnerung an den Vertrag von Georgijewsk

Im Vertrag von Georgijewsk (russisch Георгиевский трактат, georgisch გეორგიევსკის ტრაქტატი) stellte sich Ostgeorgien (Kartlien-Kachetien) am 24. Juli 1783 unter die Oberhoheit und den Schutz des Russischen Reiches. Der Vertrag wurde auf der Festung Georgijewsk im nördlichen Kaukasus ausgehandelt und von Prinz Pawel Sergejewitsch Potjomkin sowie Garsewan Tschawtschawadse und Ioane Muchranbatoni unterzeichnet und Anfang 1784 vom georgischen König Erekle II. und Katharina II. von Russland ratifiziert.

## Vorgeschichte
Der Vertrag ging auf die Initiative des georgischen Königs Erekle II. zurück. Er rechnete nach dem russisch-osmanischen Krieg mit einer Invasion Georgiens durch das Osmanische, möglicherweise auch durch das Persische Reich. Erekle bemühte sich, eine schlagkräftige georgische Armee aufzustellen, jedoch fehlte das dafür nötige Geld. Bitten um Hilfeleistung durch die Staaten Westeuropas schlugen fehl. Deshalb schlug er Russland einen Schutzvertrag vor. Ein wichtiger Grund für die Annahme dieses Vorschlags war die gleiche christlich-orthodoxe Religion der Georgier und Russen.

## Inhalt
In dem Vertrag verpflichtete sich der georgische König, das russische Protektorat anzuerkennen und seine Streitkräfte in den Dienst des russischen Reiches zu stellen. Russland garantierte die territoriale Integrität des georgischen Königreichs und versprach militärische und politische Hilfe gegen Bedrohungen von außen. Der Vertrag garantierte zugleich den königlichen Status der georgischen Bagratidendynastie. Georgiens innere Verwaltung, Rechtsprechung, Gesetze und der Steuererhebung sollten unangetastet bleiben. Das russische Militär und die russische Zivilverwaltung sollten sich nicht in die inneren Angelegenheiten Georgiens einmischen.
In den geheimen Artikeln des Vertrages sicherte Russland zu, beim Osmanischen Reich auf die Rückgabe von Kartlien-Kachetien zu drängen. Russland sollte zwei Bataillone und vier Kanonen in Georgien stationieren und der russische Kommandeur für die kaukasische Grenze war verantwortlich, im Falle einer Invasion weitere Truppen zur Verfügung zu stellen.
Georgier durften sich frei in Russland ansiedeln und die Grenze unbehindert passieren. Auch Kaufleute konnten frei über die Grenze Handel treiben.

## Folgen und Auswirkungen
Außenpolitisch war der Vertrag für Georgien nachteilig, weil Russland seinen Verpflichtungen nicht nachkommen konnte. Sowohl das Osmanische Reich, aber vor allem Persien betrachteten den Vertrag als russische Aggression. Die zwei Bataillone waren nicht ausreichend, um Georgien zu schützen. Selbst diese symbolische Präsenz wurde 1787 abgezogen, so dass Georgien allein der Vergeltung seiner zwei muslimischen Nachbarn ausgesetzt war. Schah Aga Mohammed Khan forderte von Erekle II., den Vertrag von Georgijewsk zu kündigen und die Vorherrschaft Persiens über Georgien wieder anzuerkennen, was Erekle verweigerte. Erekles Truppen konnten zwar die Türken zurückschlagen. Als der persische Schah Aga Mohammed Khan 1795 in Georgien einfiel, gewährte Russland Georgien keinen Schutz. In der Schlacht von Krtsanisi wurden die Georgier von den Persern besiegt, Tiflis wurde besetzt, geplündert und zerstört, wobei die persischen Truppen ein Massaker anrichteten. Russland erklärte 1796 Persien den Krieg, eine russische Invasion nach Persien, die Walerian Alexandrowitsch Subow führen sollte, wurde 1796 von Katharinas Thronfolger Kaiser Paul abgesagt.
Nach dem Tod von König Erekle II. 1798 und seinem Nachfolger Georgi XII. im Jahre 1800 brach Russland den Vertrag von Georgijewsk und schaffte Georgiens Monarchie ab. Die Mitglieder der Bagratidendynastie wurden verhaftet und 1803 ins Exil verbracht. Die Autokephalie der Georgischen Orthodoxen Kirche wurde abgeschafft.

## Feiern zum 200. Jahrestag

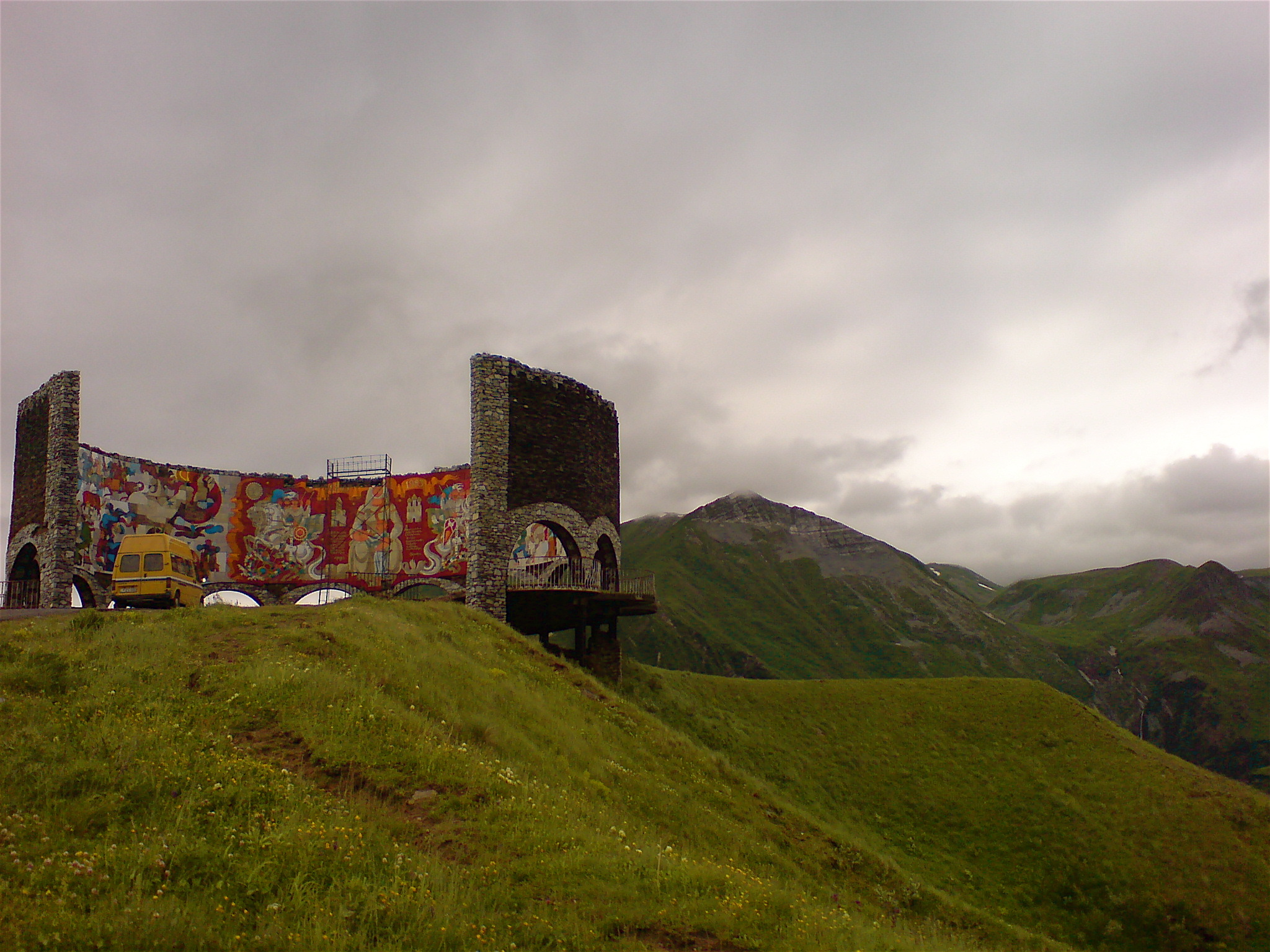
Denkmal für die russisch-georgische Freundschaft im Jahre 2007

Im Jahre 1983 wurde in der Sowjetunion der zweihundertjährige Jahrestag des Vertragsschlusses begangen. Aus diesem Anlass wurden entlang der Georgischen Heerstraße mehrere Denkmäler errichtet, wie das Denkmal für die russisch-georgische Freundschaft (geschaffen vom Bildhauer Surab Zereteli). Georgische Dissidenten erinnerten hingegen daran, dass Russland wesentliche Teile des Vertrages von Georgijewsk gebrochen habe und riefen zum Boykott der Feierlichkeiten auf; mehrere georgische Aktivisten wurden verhaftet.